# 尼姆竞技场
尼姆竞技场（Arènes de Nîmes）是一座古罗马圆形竞技场，位于法国城市尼姆。它大约建成于公元70年，1863年改建为斗牛场。尼姆竞技场每年举行两次斗牛，也用于其他公共活动。
这座建筑为椭圆形，长133米，宽101米。设有34排座位，能容纳24000名观众的能力，1989年以后设有可移动的屋顶和供热系统。

## 历史
尼姆竞技场兴建于皇帝奥古斯都时期。罗马帝国衰落后，竞技场由西哥特人设防，四周筑起围墙。在其后的西哥特人势力崩溃后，进入动荡不安的时期，后来穆斯林曾经入侵。18世纪初被法国国王征服，尼姆子爵在竞技场内建造设防的宫殿。后来在此范围内发展成一个小社区，有100名常住居民和两个小教堂，在最高峰时竞技场内曾经生活700人。 
这些建筑物一直留在竞技场内，直到18世纪，当时决定将竞技场改为目前的形式。 

## 圖片

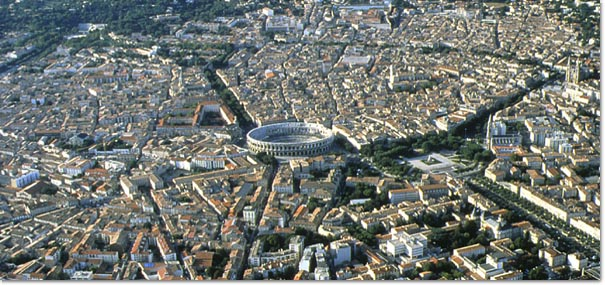
鳥瞰圖
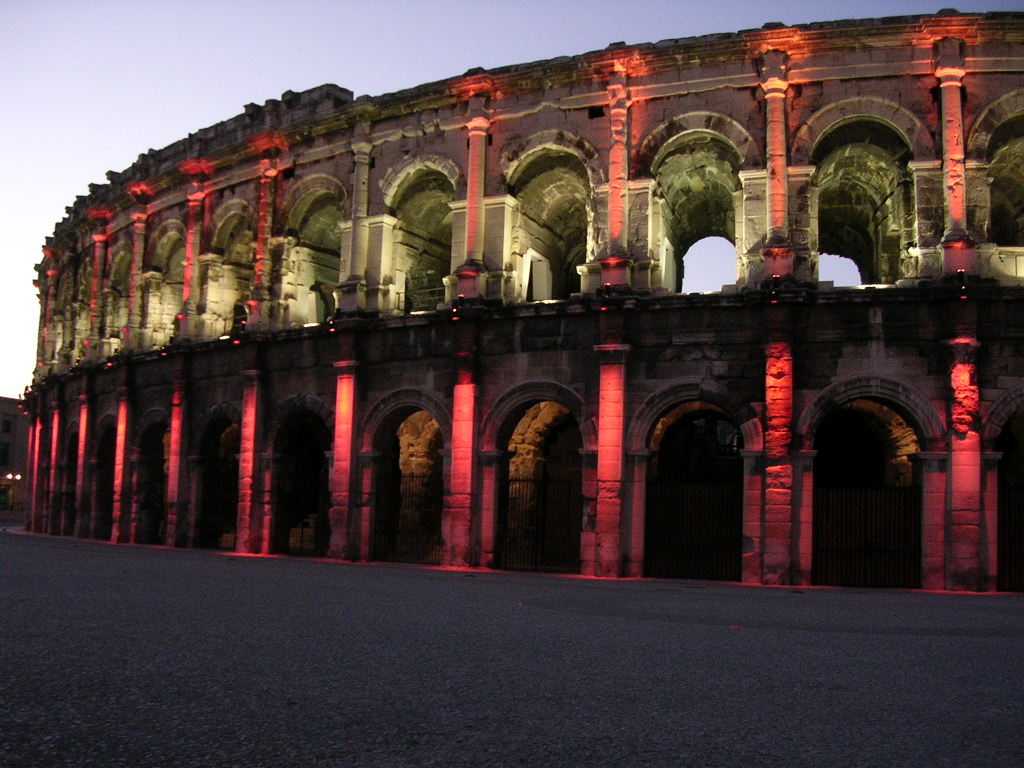
尼姆竞技场的外觀
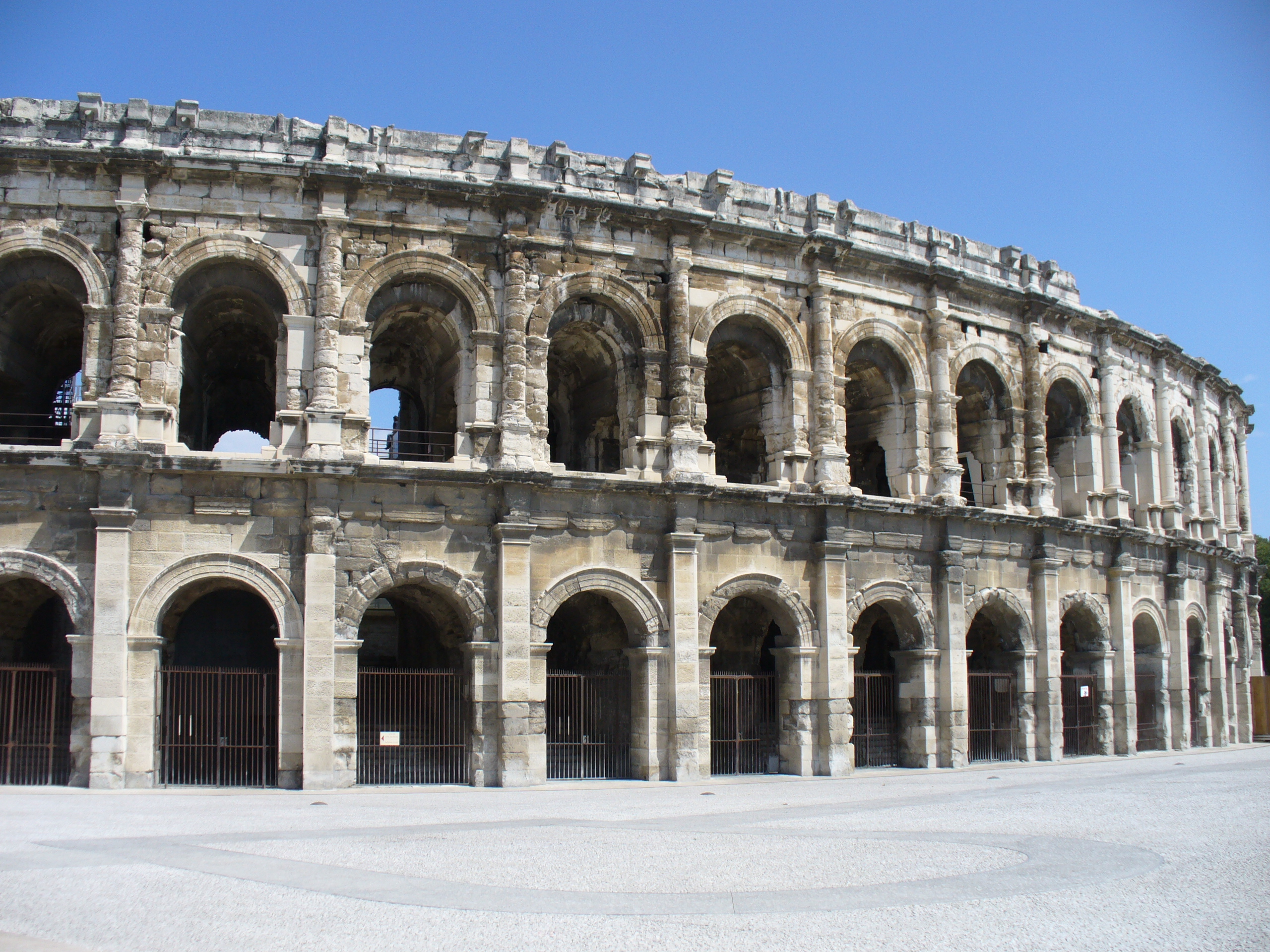
尼姆竞技场的外觀
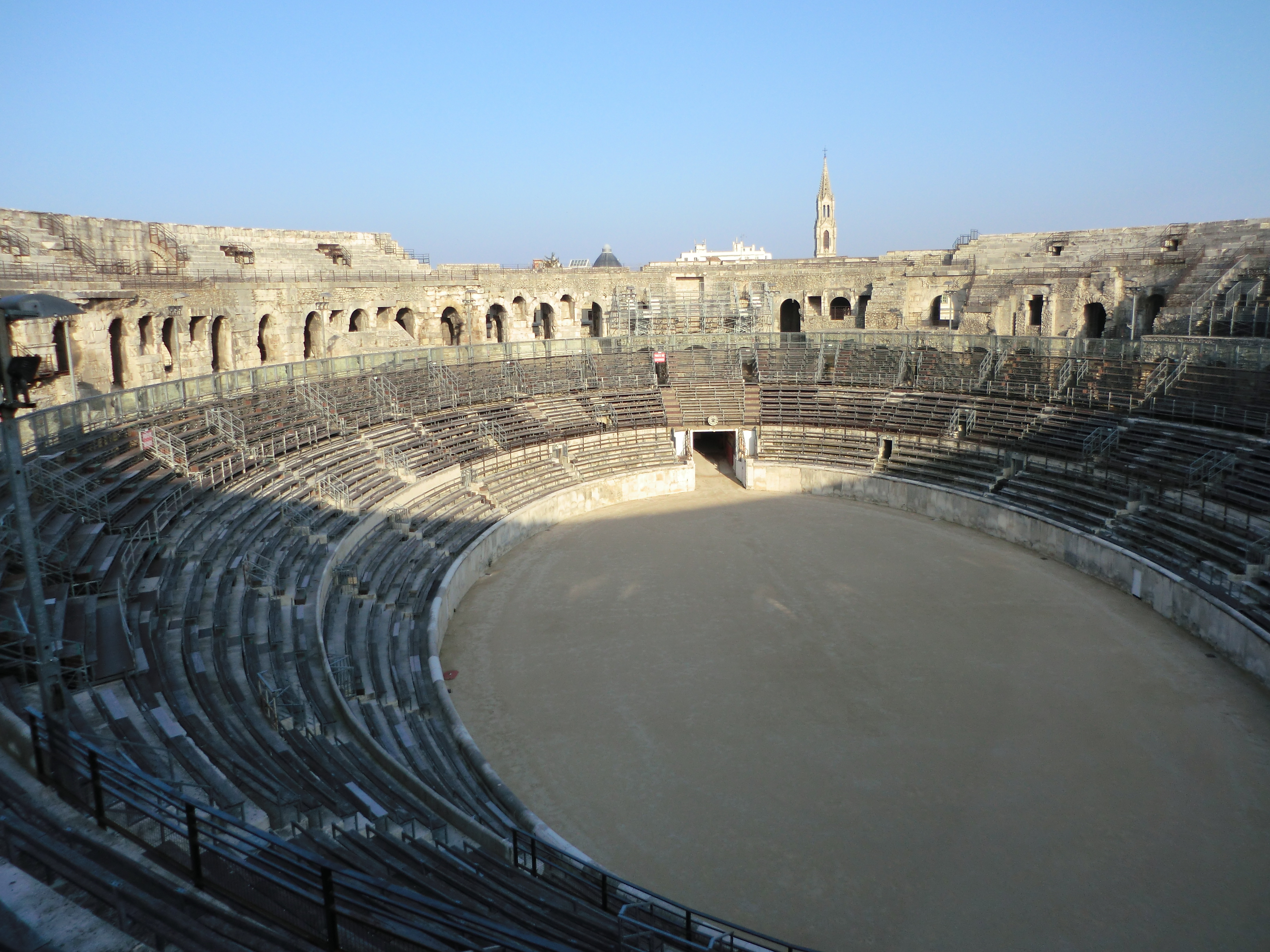
尼姆竞技场的內部
修復前的尼姆竞技场(2013年)

## 花絮
2005年7月23日，德国重金属乐团德国战车在此录制DVD《Völkerball》，2009年7月，美国重金属乐队金属乐队也在此录制《法国一夜》（Français Pour Une Nuit）。

## 外部連結
- Official web site of the Arena and other Roman monuments of Nîmes 的存檔，存档日期2017-01-07.
- （页面存档备份，存于）
- Photos of the Arenas of Nîmes （页面存档备份，存于）
- Colosseum Tour （页面存档备份，存于）